# NHL Awards 2000
Die NHL Awards 2000 sind Eishockey-Ehrungen und wurden am 15. Juni 2000 in Toronto vergeben.
Zum ersten Mal in der Geschichte der NHL erhielt mit Olaf Kölzig ein Deutscher die Auszeichnung als bester Torhüter. Jaromír Jágr wurde zum zweiten Mal in Folge zum besten Spieler gewählt und Pawel Bure bekam die Trophäe als bester Torschütze. Die großen Gewinner waren die St. Louis Blues mit sechs Trophäen. Chris Pronger erhielt die Preise als MVP der Liga, als bester Verteidiger und die beste Plus/Minus-Statistik, Joel Quenneville als bester Trainer, Pavol Demitra als fairster Spieler mit einem hohen sportlichen Standard und Roman Turek als Torhüter mit den wenigsten Gegentreffern.

## Preisträger
Hart Memorial Trophy
Wird verliehen an den wertvollsten Spieler (MVP) der Saison durch die Professional Hockey Writers' Association
- Chris Pronger (V) – St. Louis Blues

- Außerdem nominiert
- Pawel Bure (RF) – Florida Panthers
- Jaromír Jágr (RF) – Pittsburgh Penguins

Lester B. Pearson Award
Wird verliehen an den herausragenden Spieler der Saison durch die Spielergewerkschaft NHLPA
- Jaromír Jágr (RF) – Pittsburgh Penguins

Vezina Trophy
Wird an den herausragenden Torhüter der Saison durch die Generalmanager der Teams verliehen
- Olaf Kölzig – Washington Capitals

- Außerdem nominiert
- Curtis Joseph – Toronto Maple Leafs
- Roman Turek – St. Louis Blues

James Norris Memorial Trophy
Wird durch die Professional Hockey Writers' Association an den Verteidiger verliehen, der in der Saison auf dieser Position die größten Allround-Fähigkeiten zeigte
- Chris Pronger – St. Louis Blues

- Außerdem nominiert
- Rob Blake – Los Angeles Kings
- Nicklas Lidström – Detroit Red Wings

Frank J. Selke Trophy
Wird an den Angreifer mit den besten Defensivqualitäten durch die Professional Hockey Writers' Association verliehen
- Steve Yzerman – Detroit Red Wings

- Außerdem nominiert
- Michal Handzuš – St. Louis Blues
- Mike Ricci – San Jose Sharks

Calder Memorial Trophy
Wird durch die Professional Hockey Writers' Association an den Spieler verliehen, der in seinem ersten Jahr als der Fähigste gilt
- Scott Gomez (C) – New Jersey Devils

- Außerdem nominiert
- Brad Stuart (V) – San Jose Sharks
- Mike York (C) – New York Rangers

Lady Byng Memorial Trophy
Wird durch die  Professional Hockey Writers' Association an den Spieler verliehen, der durch einen hohen sportlichen Standard und faires Verhalten herausragte
- Pavol Demitra (C) – St. Louis Blues

- Außerdem nominiert
- Nicklas Lidström (V) – Detroit Red Wings
- Teemu Selänne (RF) – Mighty Ducks of Anaheim

Jack Adams Award
Wird durch die NHL Broadcasters' Association an den Trainer verliehen, der am meisten zum Erfolg seines Teams beitrug
- Joel Quenneville – St. Louis Blues

- Außerdem nominiert
- Alain Vigneault – Montréal Canadiens
- Ron Wilson – Washington Capitals

King Clancy Memorial Trophy
Wird an den Spieler vergeben, der durch Führungsqualitäten, sowohl auf als auch abseits des Eises und durch soziales Engagement herausragte
- Curtis Joseph – Toronto Maple Leafs

Bill Masterton Memorial Trophy
Wird durch die Professional Hockey Writers' Association an den Spieler verliehen, der Ausdauer, Hingabe und Fairness in und um das Eishockey zeigte
- Ken Daneyko – New Jersey Devils

Conn Smythe Trophy
Wird an den wertvollsten Spieler (MVP) der Play Offs verliehen
- Scott Stevens (V) – New Jersey Devils

Art Ross Trophy
Wird an den besten Scorer der Saison verliehen
- Jaromír Jágr – Pittsburgh Penguins 96 Punkte (42 Tore, 54 Vorlagen)

Maurice Richard Trophy
Wird an den besten Torschützen der Liga vergeben
- Pawel Bure – Florida Panthers 58 Tore

William M. Jennings Trophy
Wird an den/die Torhüter mit mindestens 25 Einsätzen verliehen, dessen/deren Team die wenigsten Gegentore in der Saison kassiert hat
- Roman Turek – St. Louis Blues 129 Gegentore in 67 Spielen (Gegentordurchschnitt: 1.95)

Roger Crozier Saving Grace Award
Wird an den Torhüter mit mindestens 25 Einsätzen verliehen, der die beste Fangquote während der Saison hat
- Ed Belfour – Dallas Stars Fangquote: 91,9 %

NHL Plus/Minus Award
Wird an den Spieler verliehen, der während der Saison die beste Plus/Minus-Statistik hat
- Chris Pronger – St. Louis Blues +52